# 廬州路
庐州路，元朝时设置的的路，分级为上。

## 沿革
至元十三年（1276年），平庐州，设淮西总管府。
至元十四年，于庐州路立总管府，隶淮西道，属河南江北等处行中书省，治所在合肥县（今安徽省合肥市）。和州置安抚司，无为州升无为路，巢县置镇巢府。
至元十五年，和州升和州路。
至元二十三年，镇巢府降为巢州。
至元二十八年，以六安军为县来属，后升六安县为州。和州路、无为路降为和州、无为州，复隶庐州路；巢州降为巢县。
至正二十四年（龙凤十年，1364年），朱元璋政权改为庐州府。

## 区划
至元二十八年，领司一、县三、州三。州领八县。

### 司
录事司

### 直隶县
合肥县
梁县
舒城县

### 直隶州
和州
无为州
六安州

### 州领县
和州领历阳县、含山县、乌江县；
无为州领无为县、庐江县、巢县；
六安州领六安县、英山县。

## 户口
至元二十八年，戶三萬一千七百四十六，口二十二萬九千四百五十七。